# Jaculus
Jaculus és un gènere de rosegadors del desert i regions semiàrides des del nord d'Àfrica, el Sàhara, Aràbia, Orient Pròxim i Àsia central.

## Taxonomia
- Jaculus blanfordi
- Jaculus jaculus
- Jaculus orientalis
- Jaculus thaleri